# Guido Reni
Guido Reni (4. listopadu 1575 Calvenzano – 18. srpna 1642 Bologna) byl italský barokní malíř. Studoval u Denise Calvaerta, Lodovica a Annibala Carracciů, později odjel do Říma, kde se seznámil s dílem Caravaggiovým. Činný byl zejména v Bologni. Tvořil náboženské, mytologické obrazy a portréty. Jeho styl, ve kterém je již patrné plně vyvinuté baroko, se vyznačuje zprvu barevnou citovostí, později se obrazy stávají chladnými. Získal si řadu významných mecenášů včetně papeže Pavla V.

## Život
Do Calvaertovy dílny vstoupil již v devíti letech a v Akademii bratří Carracciů se začal učit ve třinácti letech. Jeho spolužákek tam byl Domenichino. V roce 1598 se podílel na výzdobě fasády Palazzo Pubblico v Bologni. Po čtyřech letech strávených v Bologni se roku 1602 vydal s Albanim do Říma. Po té se navrátil zpět do Bologni a od roku 1605 žil opět v Římě. Jeho velkým podporovatelem se mu stal kardinál Caffarelli-Borghese. Poskytoval mu takové množství zakázek, že Reni byl nucen zaměstnávat pomocníky, což ovšem znamenalo snížení kvality. K přijímání dalších a dalších zakázek byl Reni nucen také svou hráčskou závislostí. V roce 1622 odcestoval Reni opět do Bologni, kde se po smrti Lodovica Carracciho ujal vedení bolognské školy. 
Zemřel v Bologni a je tam se svou ženou Elisabettou Sirani pohřben v růžencové kapli kostela San Domenico.

## Dílo
- Korunovace Panny Marie mezi svatými patrony města Bolongně (1595, Bologna, Pinacoteca Nazionale), Reni spojil aranžmá manýristické kompozice s realistickými tvářemi vrcholné římské renesance.
- Ukřižování sv. Petra (1603, Řím, Pinacoteca Vaticana), příklad caravaggiovského období.
- Kentaur Nessos unáší najádu Deianeiru (1621–1622, Louvre, Paříž, varianta: Obrazárna Pražského hradu)
- Aurora (1612 až 1614, nástropní freska, palác Palazzo Rospigliosi), výrazné barevné plochy, vyvážená kompozice postav ve slavnostním průvodu.
- Vraždění neviňátek (1611–1612, olej na plátně, Pinacoteca Nazionale, Bologna). Obraz o rozměrech 268 cm × 170 cm už svými rozměry a volbou výškového formátu kompozice tohoto tématu není obvyklá. Kontrastuje v ní světlem zalitá krajina s pochmurnou architekturou skupinou osmi žen, osmi mužů a osmi dětí, nad nimiž se vznášejí andílci se symbolickými ratolestmi mučednictví. Reni zde řešil rovnováhu hybné kompozice postav ve statické stafáži a krajině, vyjádření afektu a rozvržení barevných ploch.
- Archanděl Michael, vítězící nad ďáblem, oltářní obraz z kostela Santa Maria Concezione v Říme (1636), stal se jedním ze symbolů vítězství katolické církve nad protestanty, byl mnohokrát kopírován.[1]

## Galerie

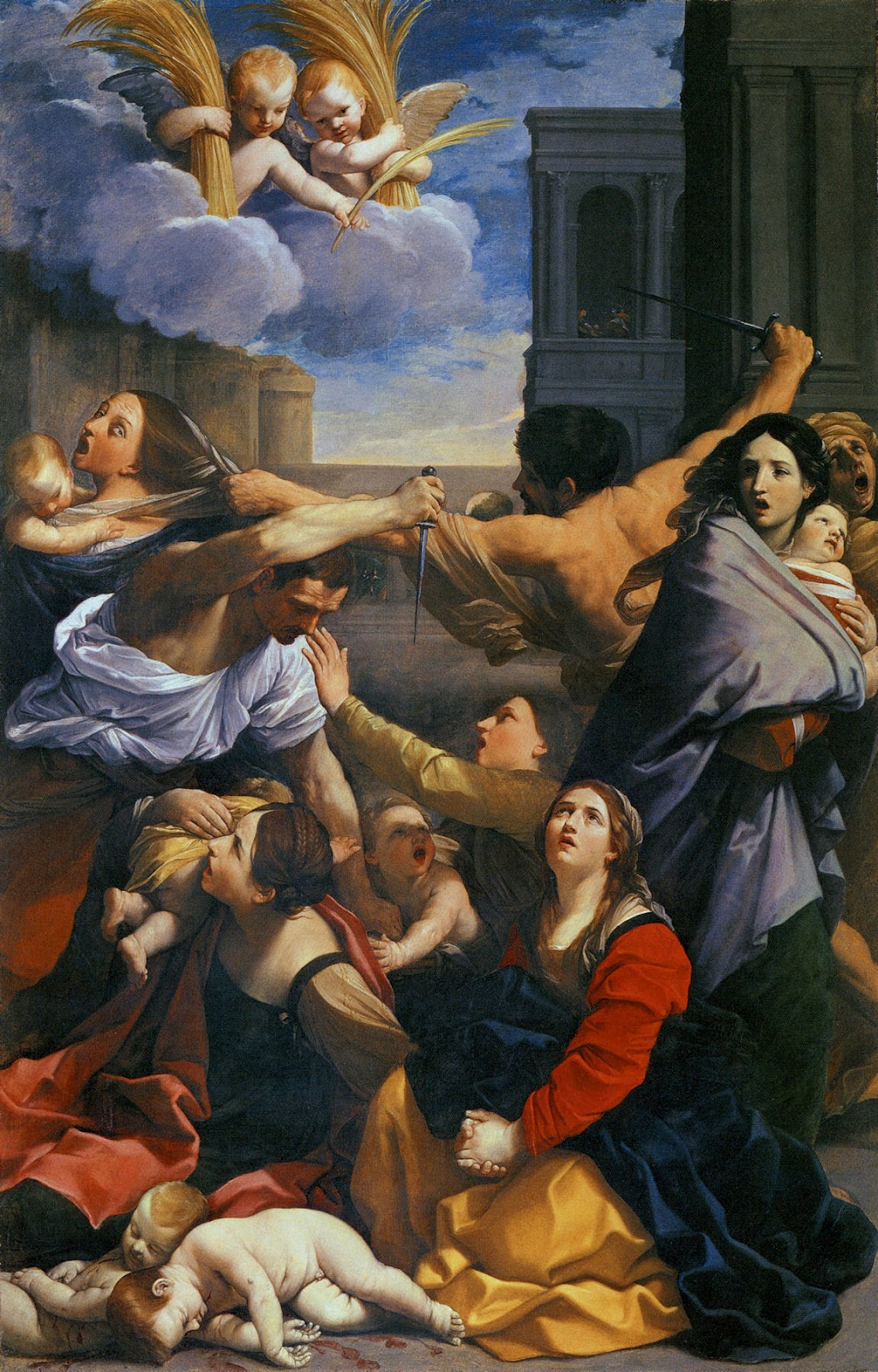
Vraždění neviňátek, 1611–1612, Pinacoteca Nazionale v Bologni
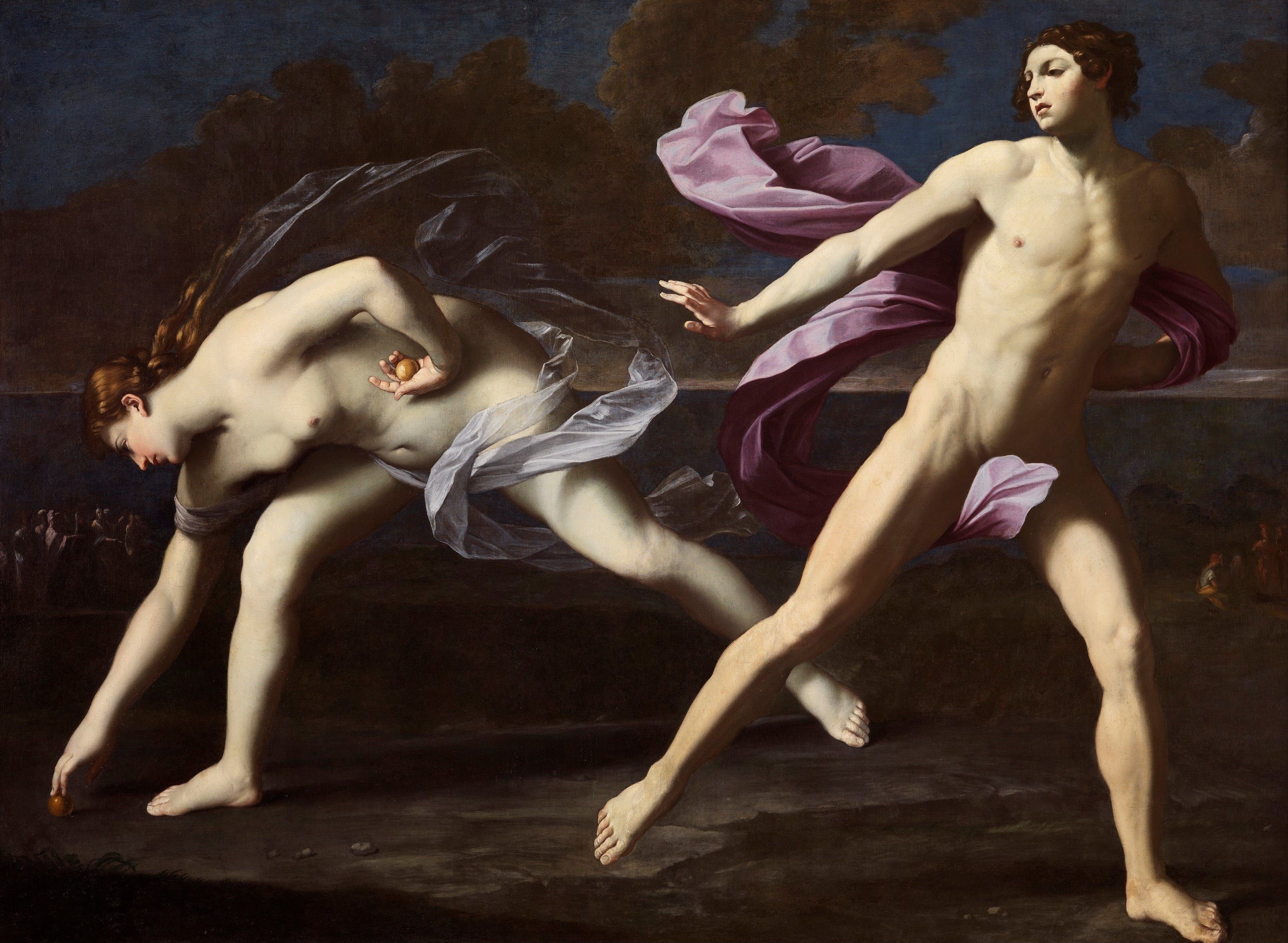
Závod Atalanty a Hippomena, 1625, Galleria Nazionale di Capodimonte, Neapol
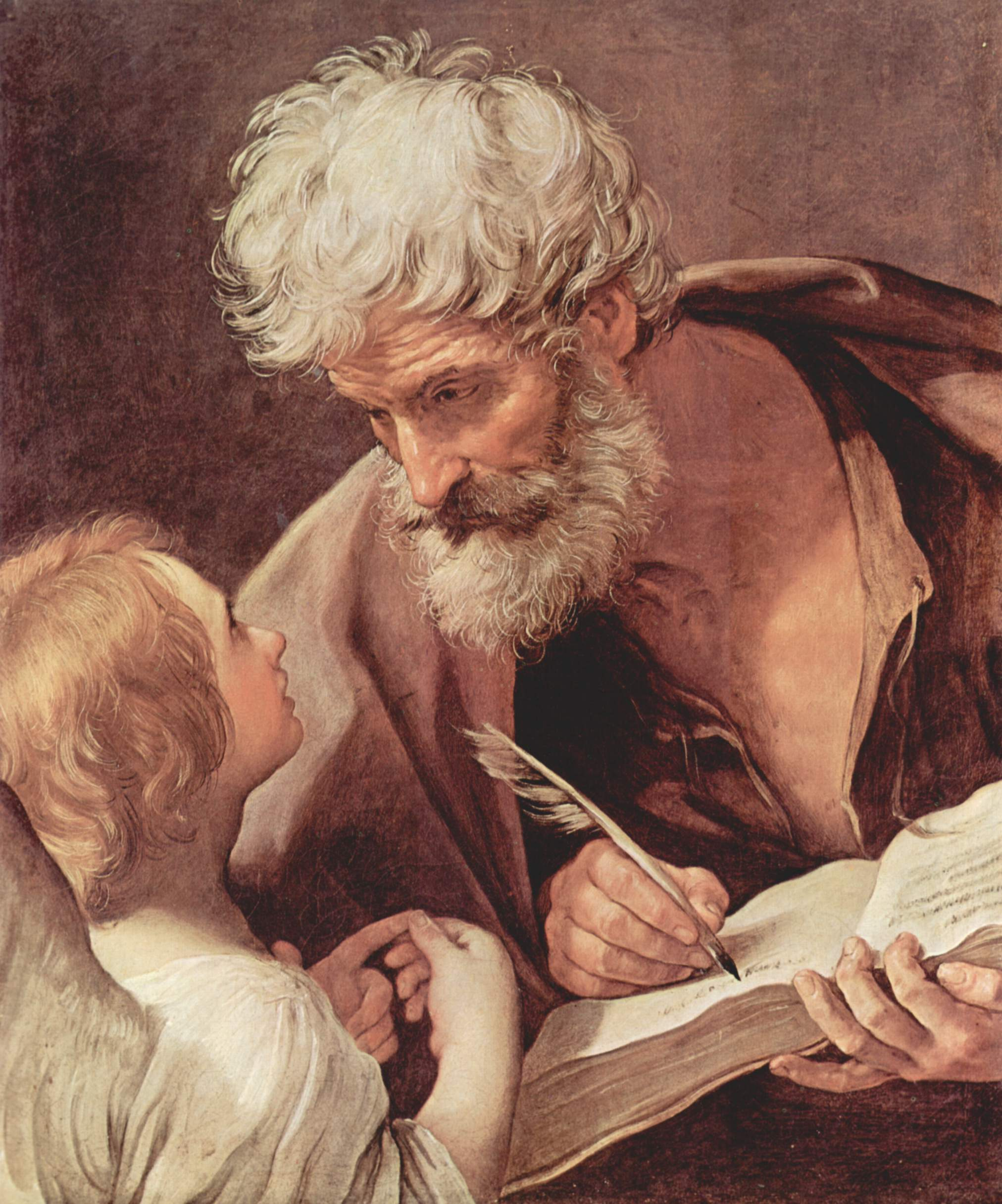
Evangelista Matouš s andělem, 1630, Pinacoteca Vaticana
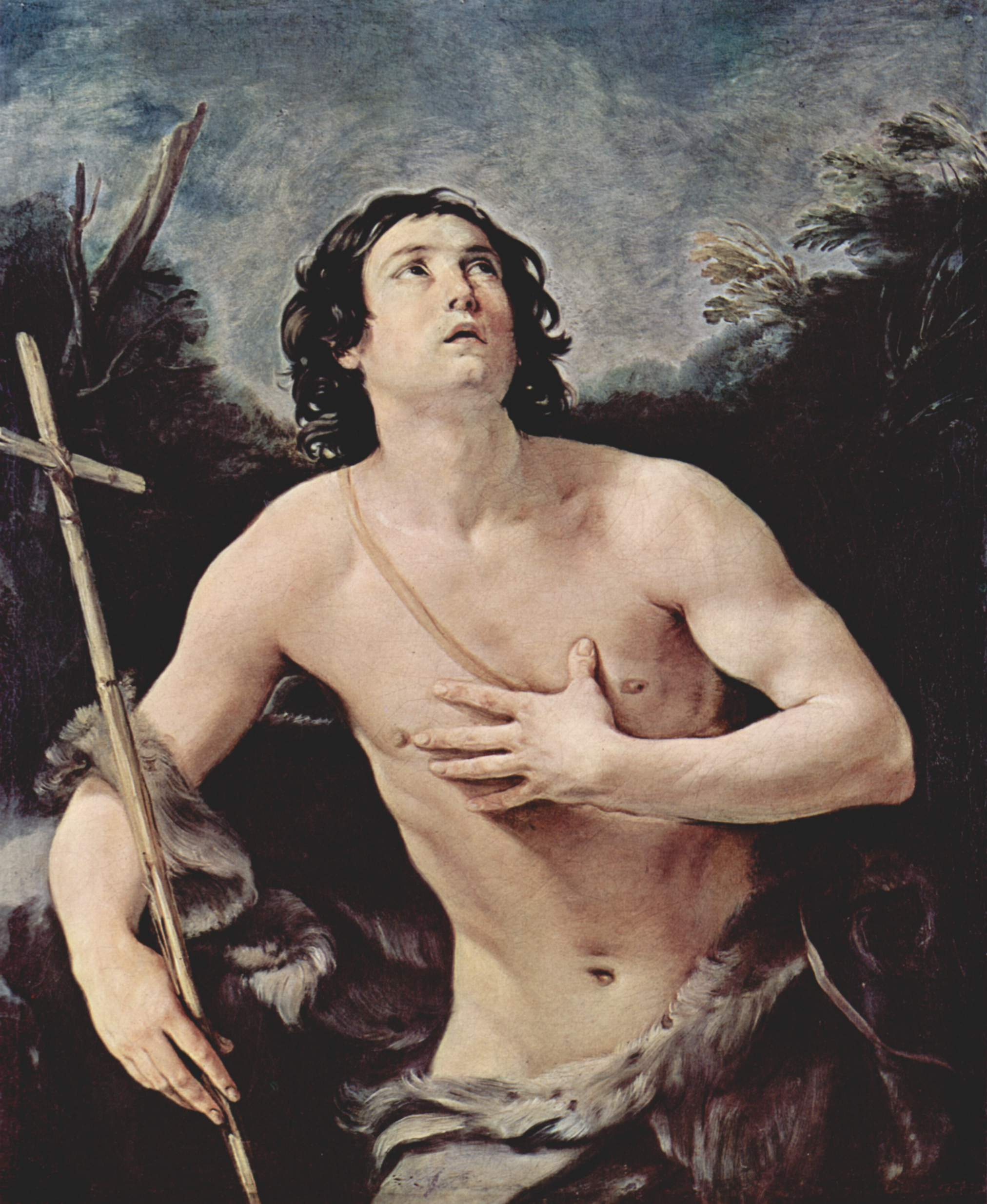
Jan Křtitel, 1635–1640, Galleria Sabauda v Turíně
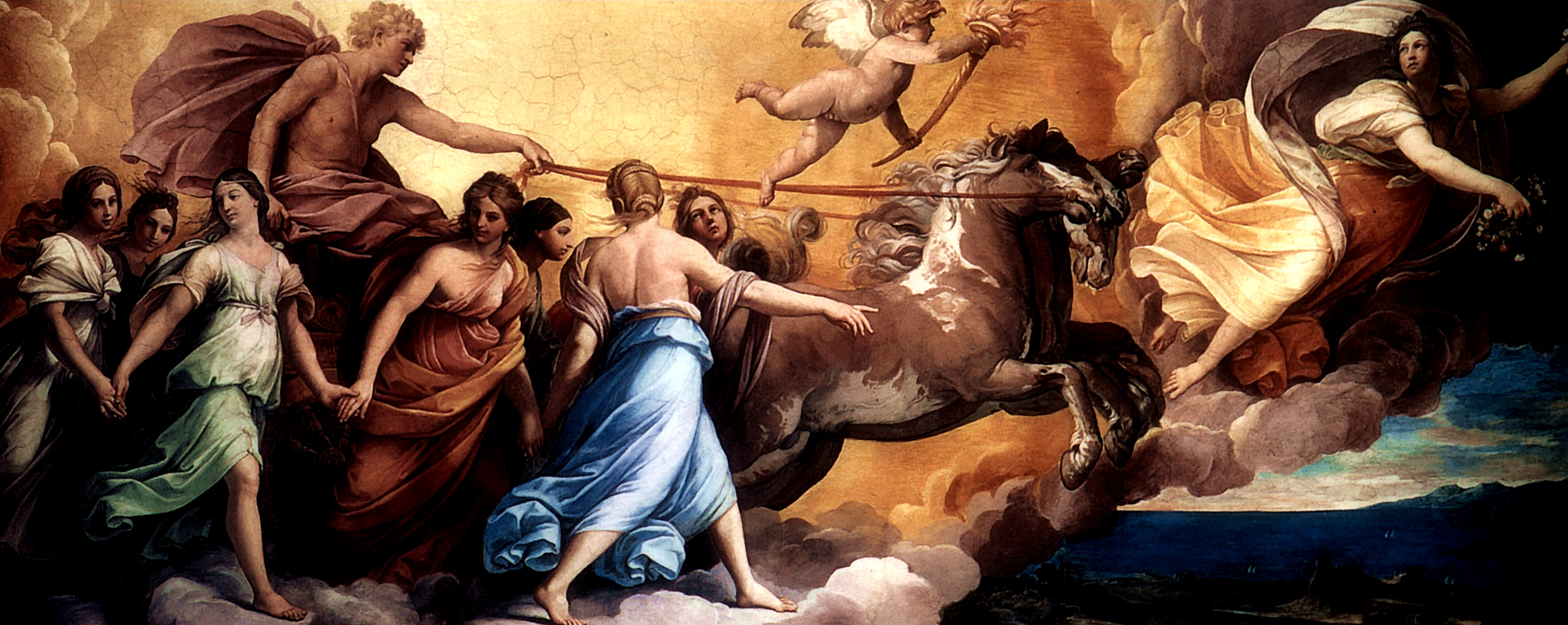
Aurora
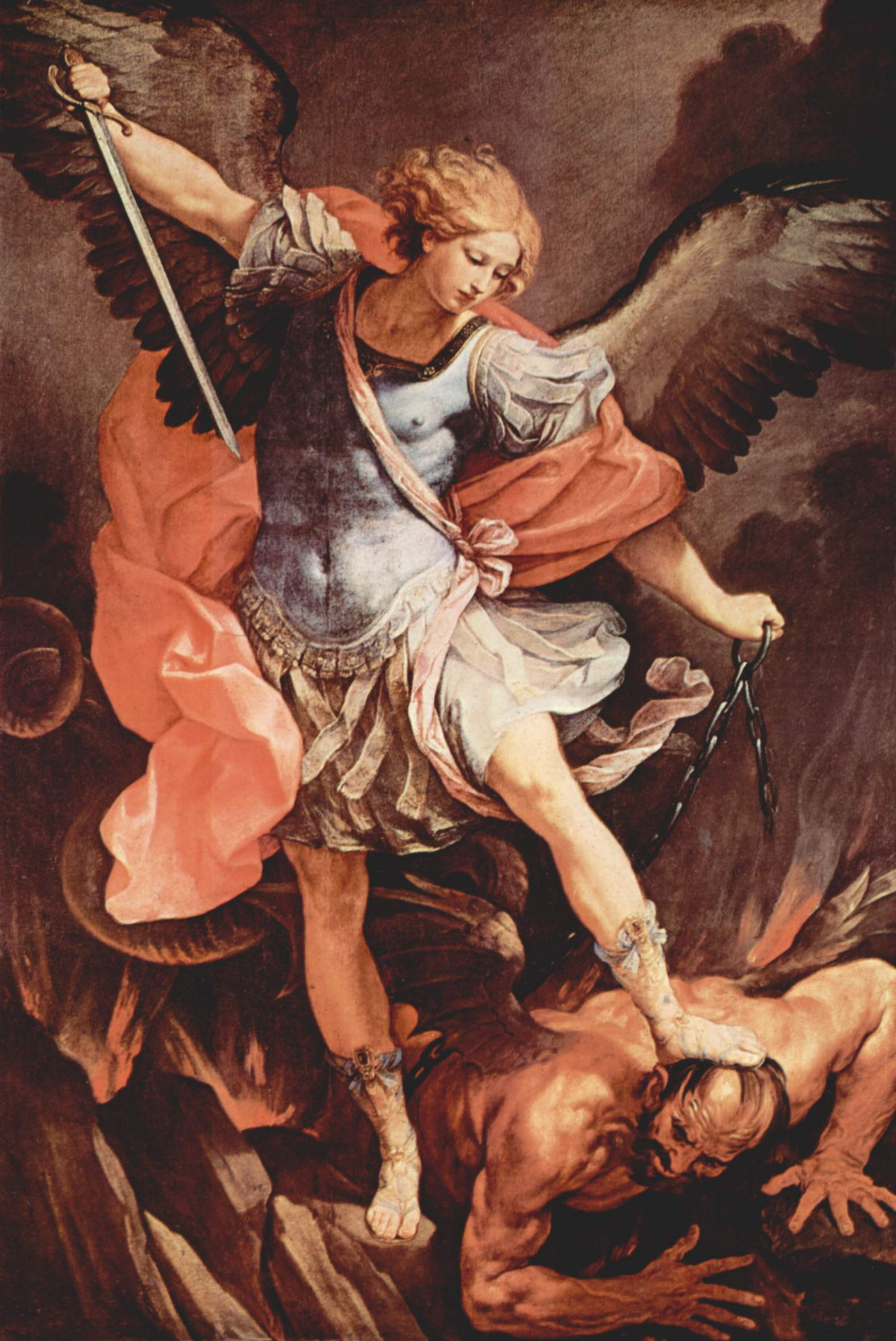
Archanděl Michael s ďáblem, 1636, Řím